# سونگ سه بیوک
سونگ سه بیوک (کره‌ای: 송새벽؛ انگلیسی: Song Sae-byeok، زادهٔ ۲۶ دسامبر ۱۹۷۹) بازیگر اهل کره جنوبی است. از فیلم‌ها یا مجموعه‌های تلویزیونی که وی در آن نقش داشته‌است می‌توان به کتاب رستاخیز، صدای یک گل و آقای من اشاره کرد.